# Santa Teresa (Espírito Santo)
Santa Teresa – miasto i gmina w Brazylii, w stanie Espírito Santo. Znajduje się w mezoregionie Central Espírito-Santense i mikroregionie Santa Teresa.